# Alte Hölle
Alte Hölle ist ein Wohnplatz im Ortsteil Reetzerhütten der Gemeinde Wiesenburg/Mark im Landkreis Potsdam-Mittelmark in Brandenburg.

## Geografische Lage
Die Siedlung liegt rund 1,3 km nordnordöstlich von Reetzerhütten und ist fast vollständig von Wald umgeben. Lediglich im Westen befindet sich eine Freifläche mit einem Meliorationsgraben, der über mehrere Stränge in ein Becken nordwestlich von Reetzerhütten entwässert. In rund 1,3 km Entfernung der Siedlung liegt östlich der Ortsteil Neuehütten.

## Geschichte
Die Siedlung wurde erstmals im Jahr 1592 erwähnt, als Von einer Wiesen nach in der alten Helle berichtet wurde. Sie gehörte zum Gut Mahlsdorf und diente im Jahr 1716 einigen Wirten als Wohnplatz. Im Jahr 1791 erschien erstmals die Bezeichnung Alte Hölle, Försterhaus. Zu dieser Zeit war ein gerichtsherrschaftliches Försterhaus mit zwei weiteren Wohnungen beim Vorwerk Mahlsdorf entstanden. Dieses Vorwerk bestand im Jahr 1837 aus drei Wohnhäusern; 1858 aus drei Wohn- und elf Wirtschaftsgebäuden. Es wurde 1928 nach Reetzerhütten eingemeindet und war dort ab 1931 ein Wohnplatz.

## Bevölkerungsentwicklung
| Jahr      | 1817 | 1837 | 1858 | 1871 | 1885 | 1895 | 1905 | 1925 |
| Einwohner | 23   | 29   | 34   | 34   | 27   | 25   | 27   | 18   |